# Irene Rut Wais
Irene Rut Wais es una científica e investigadora argentina. Es miembro de la Academia Argentina de Ciencias del  Ambiente. Fue galardonada como una de las "Diez Jóvenes Sobresalientes de la Argentina" en 1988 y recibió la distinción al mérito científico de la Asociación de ex alumnos del Colegio Nacional de Buenos Aires.Actualmente es profesora de grado y de posgrado en varias universidades, incluyendo la Universidad de Buenos Aires.

## Biografía
Irene Wais es bióloga egresada de la Facultad de Ciencias Exactas y Naturales de la Universidad de Buenos Aires, especializada en ecología en la Oregon State University (EE. UU.) y Posgrado Internacional en Evaluación de Impactos Ambientales (Universidad Nacional Autónoma de México), becada por la Organización de los Estados Americanos. Todos sus estudios universitarios de grado y posgrado fueron 100% presenciales. Ejerce la docencia desde hace más de cuarenta años en ámbitos de educación media, terciaria, formación de formadores en profesorados y cátedras universitarias de grado y posgrado del país como Titular y del exterior como Profesora Visitante Invitada. Es autora de más de doscientas publicaciones entre las que se cuentan dieciséis libros, notas de divulgación, artículos de educación ambiental y trabajos científicos de su especialidad, muchos de los cuales fueron presentados en congresos nacionales e internacionales en la Argentina, Chile, Uruguay, Brasil, Paraguay, Venezuela, México, EE. UU., Canadá, Francia, Inglaterra, Irlanda, Portugal, Austria, Holanda, Alemania, Australia y Nueva Zelanda. Cuenta en su haber con importantes premios y distinciones por su fecunda labor profesional, entre los que se destacan el de haber sido Uno de los "Diez Jóvenes Sobresalientes de la Argentina" (1988). Este lauro se recibe de manos del señor presidente de la Nación en más de setenta países del mundo y en el caso de ella, del Dr. Raúl Alfonsín. Además, por su labor conjunta de investigación, de divulgación científica y de educación fue reconocida como una de las "Experiencias Mundiales Exitosas" en la Asamblea Global de Mujeres y el Medio Ambiente de las Naciones Unidas (1991). Tuvo una veintena de reconocimientos posteriores, el más importante de los cuales fue en diciembre de 2016, cuando recibió el máximo galardón al que puede aspirar un profesor universitario de grado y posgrado por parte del Rector de la Universidad de Buenos Aires, el de la “excelencia académica”.  En 2020 Fue laureada como Embajadora por la Argentina de los Premios Latinoamérica Verde 2021, considerados los "Oscars de los Proyectos Ambientales". En 2021 fue designada Profesora en cuatro especializaciones profesionales: de Gestión de Proyectos, de Impacto Ambiental, de Energías Renovales, de Tratamiento de Residuos y de Agua y Saneamiento Ambiental, dictados por la Plataforma DoinGlobal, San José, Silicon Valley, California, y certificados por el Banco Interamericano de Desarrollo, BID Washington D. C. (USA). En 2022, a través de esa misma plataforma, fue convocada para los posgrados virtuales de la Universidad de Salamanca (España). Recientemente fue distinguida por la Academia Argentina de Ciencias del Ambiente como “Académica Emérita”.

## Sus libros
| Nombre                                                              | Año  |
| ------------------------------------------------------------------- | ---- |
| La contaminación en el aire.                                        | 1995 |
| La contaminación en ríos y lagos.                                   | 1997 |
| Maripaz en la Patagonia.                                            | 1997 |
| Ecología de la contaminación ambiental.                             | 1998 |
| ¿Qué son los humedales?                                             | 1998 |
| Ecohistorias para contar y teatralizar.                             | 1998 |
| Aventuras de Salvador y Esperanza Verde.                            | 1998 |
| Temas ambientales de hoy que todo docente debe conocer.             | 1999 |
| ¿Fósiles vivientes?                                                 | 2002 |
| Peces que viajan.                                                   | 2003 |
| Virus (Volumen I).                                                  | 2004 |
| Virus (Volumen II).                                                 | 2004 |
| Calentamiento global.                                               | 2008 |
| En algún tiempo... en algún lugar.                                  | 2009 |
| La reserva ecológica costanera sur.                                 | 2011 |
| Educación ambiental a través de técnicas didácticas participativas. | 2014 |